# Min fætter er pirat
Min fætter er pirat er en film instrueret af Christian Sønderby Jepsen.

## Handling
Nasib Farah er 28 år og bor i Odense sammen med sin danske kone og tre små børn. Hans barndomsegn i Somalia er i dag udgangspunkt for storstilet pirateri, og nogle af de mest hårdkogte pirater kommer fra Nasibs egen klan og familie. Da Nasib hører at hans fætter i Somalia, Abdi, har planer om at slutte sig til piraterne, beslutter han sig for at rejse hjem for at få fætteren til at ændre mening. Men Nasibs argumenter har kun ringe vægt, for Abdis alternativer for en fremtid fortaber sig i en tåge af borgerkrig, korruption og khat-tyggeri.